# Лаутаро Валенті
Лаутаро Родріго Валенті (ісп. Lautaro Valenti, нар. 14 січня 1999, Росаріо, Аргентина) — аргентинський футболіст, центральний захисник італійської «Парми».

## Ігрова кар'єра

### Клубна
Лаутаро Валенті є вихованцем аргентинського клубу «Ланус». 27 липня 2019 року футболіст зіграв свою першу гру в основі у матчі аргентинської Прімери. В тому ж матчі Валенті відзначився забитим голом.
Перед початком сезону 2020/21 Валенті відбув в оренді в Італію  у клуб «Парма». Оренда була до кінця сезону з опцією подальшого викупу трансферу гравця. Першу гру в Серії А футболіст провів у грудні 2020 року, коли вийшов на заміну у матчі проти «Кротоне». Влітку 2021 року Валенті підписав з «Пармою» контракт на чотири роки.

### Збірна
У 2018 році футболіст виступав за збірну Аргентини (U-19) на Південно-Американських Іграх у Болівії.